# Горяйнов Михайло Геннадійович
Миха́йло Генна́дійович Горя́йнов (1976-2015) — капітан-лейтенант Збройних сил України, учасник російсько-української війни.

## Життєпис
Після школи вступив до Київського інституту сухопутних військ, закінчив факультет розвідки. Служив на острові Майський. 1998 року вимушено звільнився з лав армії у званні старшого лейтенанта.
Директор Департаменту міждержавних майнових відносин, інвестиційної, видавничої та адміністративно-господарської діяльності Фонду державного майна України, державний службовець 3-го рангу.
Після початку війни поселив до свого будинку три родини біженців з Донбасу. Смерть командира 73-го центру Олексія Зінченка його вразила, 16 січня 2015-го загинув капітан 1 рангу Юрій Олефіренко. Сам оформив папери на зняття з себе «бронювання», доброволець. Капітан-лейтенант, 73-й морський центр спеціальних операцій.
2 червня 2015-го загинув поблизу села Чермалик, прикриваючи відхід бойових побратимів — було поставлене завдання знищити «мандрівний» міномет терористів, що обстрілював селище; завдання було виконано. Ще один вояк був поранений, 10–12 терористів убиті.
Вдома лишилися дружина та донька. Похований у селі Гнідин, Бориспільський район.

## Нагороди
За особисту мужність і героїзм, виявлені у захисті державного суверенітету та територіальної цілісності України, вірність військовій присязі під час російсько-української війни, відзначений — нагороджений
- 27 червня 2015 року — орденом Богдана Хмельницького III ступеня.
- Орден «Народний Герой України» (посмертно) (23.6.2015)
- відзнака Всеукраїнської спілки учасників бойових дій в АТО «Побратими України» — медаль «За оборону Маріуполя» (посмертно)

## Вшанування пам'яті
В Краматорську існує вулиця Михайла Горяйнова.
Ім'ям Михайла Горяйнова названо буксир. Урочисте перейменування буксира відбулося 2 липня 2017 року на території порту ТОВ «Порт Очаків» причал № 1.